# Шапел Ермје
Шапел Ермје (фр. Chapelle-Hermier) насеље је и општина у западној Француској у региону Лоара, у департману Вандеја која припада префектури Сабл д'Олон.
По подацима из 2011. године у општини је живело 897 становника, а густина насељености је износила 50,0 становника/km². Општина се простире на површини од 17,94 km². Налази се на средњој надморској висини од 58 метара (максималној 62 m, а минималној 6 m).

## Демографија
| 1962. | 1968. | 1975. | 1982. | 1990. | 1999. | 2011. |
| ----- | ----- | ----- | ----- | ----- | ----- | ----- |
| 514   | 585   | 542   | 621   | 563   | 560   | 897   |

График промене броја становника у току последњих година